# Niphoparmena carayoni
Niphoparmena carayoni är en skalbaggsart som beskrevs av Stefan von Breuning 1969. Niphoparmena carayoni ingår i släktet Niphoparmena och familjen långhorningar. Inga underarter finns listade i Catalogue of Life.